# Bazofilia
Bazofilia – zwiększenie liczby bazofilów w rozmazie krwi powyżej 300/μl.
Do bazofilii może dochodzić w następujących chorobach:
- obrzęk śluzowaty w przebiegu niedoczynności tarczycy
- choroby przebiegające z dużym stężeniem lipidów:
  - zespół nerczycowy
  - cukrzyca
- choroby nowotworowe:
  - przewlekła białaczka szpikowa
  - chłoniak Hodgkina
  - rak płuca
- przewlekłe zapalenie zatok
- ospa wietrzna
- stan po splenektomii
- wrzodziejące zapalenie jelita grubego
- niedobór żelaza